# 4280 Simonenko
4280 Simonenko è un asteroide della fascia principale. Scoperto nel 1985, presenta un'orbita caratterizzata da un semiasse maggiore pari a 2,3780914 au e da un'eccentricità di 0,0101156, inclinata di 4,62840° rispetto all'eclittica.
L'asteroide è dedicato all'astronoma russa Alla Nikolaevna Simonenko.